# L'Évolution du militarisme aérien et la dissolution des infanteries, forteresses et flottes européennes
L'Évolution du militarisme aérien et la dissolution des infanteries, forteresses et flottes européennes est un texte antimilitariste de l'écrivain allemand Paul Scheerbart paru en 1909.

## Présentation
L'Évolution du militarisme aérien et la dissolution des infanteries, forteresses et flottes européennes est un texte antimilitariste de Paul Scheerbart, publié au début du XXe siècle, qui traite des évolutions possibles de la guerre conventionnelle.
Le texte fait de nombreuses allusions à des articles de la presse allemande de l'époque, à la concurrence maritime et politique qui existait à cette époque entre l'Allemagne wilhelmienne et la Grande-Bretagne et, enfin, aux deux conférences internationales de la paix de La Haye qui eurent lieu en  1899 et 1907. Au fil de sa démonstration, l'auteur développe le changement de paradigme radical qu'implique le militarisme aérien incarné par le développement des aérostats dirigeables. Pour Paul Scheerbart, l'association de l'aéronautique naissante et de la dynamite ne peut conduire qu'à une guerre totale, anticipant ainsi le largage des premières bombes nucléaires sur deux villes japonaises à la fin de la Seconde Guerre mondiale.

## Composition du texte
Ce texte pamphlétaire est découpé en seize sous-sections qui traitent chacune d'un point particulier du problème du militarisme aérien et de ses conséquences militaires, civiles ou politiques :
1. De l'impossibilité d'une bataille terrestre dès lors que les flottes aériennes interviennent
2. De l'impossibilité d'une guerre de forteresses dès lors que les flottes aériennes interviennent
3. De l'impossibilité d'une bataille navale dès lors que les flottes aériennes interviennent
4. De l'infanterie dans la guerre aérienne
5. De l'artillerie dans la guerre aérienne
6. De la cavalerie dans la guerre aérienne
7. De la totale inutilité des sous-marins
8. De la revalorisation des forteresses et des navires de guerre au service du développement pacifique des civilisations
9. Des canons, des chevaux, des fusils, des sabres, des uniformes et des musées du futur
10. Du congrès des militaristes et du réarmement
11. De la fin du militarisme
12. Des flottes aériennes combattant les unes contre les autres
13. De la guerre à la dynamite et de la révolution
14. De l'aéronautique et des jubilés
15. De la France, de l'Allemagne et des États-Unis d'Europe
16. De la décharge des administrations militaires grâce aux véhicules aériens des personnes privées

## Édition française
- Paul Scheerbart, L'évolution du militarisme aérien et la dissolution des infanteries, forteresses et flottes européennes, traduit de l'allemand par Philippe Guilbert, éditions Nilsane, coll. "Arche de Noé", 2008, 86 p.  (ISBN 978-2-9530096-2-0).